# Giulio Razzi
Giulio Razzi (* 17. August 1904 in Florenz; † 27. Februar 1976 in Rom) war ein italienischer Komponist, Dirigent und Programmdirektor öffentlicher italienischer Musik- und Rundfunkanstalten. Er war der Neffe von Giacomo Puccini.

## Leben und Werk
Giulio Razzi studierte bei Ildebrando Pizzetti am Conservatorio Giuseppe Verdi in Mailand. 1926 erwarb er sich dort sein Diplom.
Giulio Razzi war von 1926 bis 1928 als Opern- und Orchesterdirigent tätig. 1928 wurde er Programmdirektor der EIAR, der offiziellen Rundfunkanstalt des faschistischen Italien. Von 1944 bis 1965 hielt er die gleiche Stellung bei der RAI. Seit 1966 wirkte er als Direttore centrale superiore der RAI und Vizepräsident des Centro Nazionale Studi di Musica Popolare di Roma.
Giulio Razzi komponierte unter anderem die Opern Raissa (1926) und Sogno di una notte d'inverno (1933), die Symphonischen Dichtungen La legenda die boschi (1924), Il cavaliere azzuro (1925) und Fantasia drammatica (1932), die Sonate für Violoncello und Klavier sowie Chorwerke.
Darüber hinaus verfasste er zahlreiche Artikel für Musikzeitschriften.
Der Name Giulio Razzi ist wesentlich mit der Geburt des bekanntesten und erfolgreichsten italienischen Musikfestivals in Sanremo 1951 verbunden.